# 1. Klasse Luxemburg (1941–1944)
Die 1. Klasse Luxemburg war eine von vier zweitklassigen Fußballligen im 1941 neu gebildeten Sportgau Moselland in der Zeit des Nationalsozialismus. Sie diente als Unterbau der Gauliga Moselland. Die Staffelsieger dieser 1. Klasse trafen in einer Aufstiegsrunde mit dem Sieger der 1. Klasse Trier aufeinander, um einen Aufsteiger zur erstklassigen Gauliga Moselland zu ermitteln.

## Geschichte
Mit der Annexion Luxemburgs 1940 wurde der Sportbetrieb im CdZ-Gebiet Luxemburg dem Nationalsozialistischen Reichsbund für Leibesübungen unterstellt. Mit Wirken zum 1. September 1941 wurde der Sportgau Mittelrhein aufgelöst und in den Sportgau Köln-Aachen und den Sportgau Moselland aufgeteilt, wobei Vereine aus Luxemburg fortan im letzteren spielten. Als zweite Stufe unterhalb der Gauliga Moselland wurden die 1. Klassen Luxemburg und Trier (für den Bereich West), bzw. Altenkirchen und Koblenz (für den Bereich Ost) eingerichtet.
Die 1. Klasse Luxemburg startete 1941/42 in den drei Staffeln, die drei Staffelmeister trafen dann in einer Aufstiegsrunde mit dem Sieger der 1. Klasse Trier aufeinander, um einen Aufsteiger zur Gauliga auszuspielen. 1942/42 fand der Spielbetrieb dann in den Sportkreisen Esch und Luxemburg statt, die jeweils zwei Staffeln beinhalteten. Dies wurde 1943/44 beibehalten, wobei der Sportkreis Esch nur noch in einer Gruppe ausgespielt wurde. Mit der Befreiung Luxemburgs durch die Alliierten endete der Spielbetrieb 1944.

## Spielzeiten der 1. Klasse Luxemburg 1941–1944
Fettgedruckte Mannschaften setzten sich in der Aufstiegsrunde durch und stiegen zur kommenden Spielzeit in die erstklassige Gauliga auf.
| Saison  | Sieger Staffel A | Sieger Staffel B          | Sieger Staffel C |
| ------- | ---------------- | ------------------------- | ---------------- |
| 1941/42 | FK Niederkorn    | Schwarz-Weiß Wasserbillig | SV 08 Grund      |

| Saison  | Sportkreis Esch    | Sportkreis Esch    | Sportkreis Luxemburg      | Sportkreis Luxemburg |
| Saison  | Sieger Gruppe A    | Sieger Gruppe B    | Sieger Gruppe A           | Sieger Gruppe B      |
| ------- | ------------------ | ------------------ | ------------------------- | -------------------- |
| 1942/43 | Rote Erde Esch     | FV Rümelingen      | Schwarz-Weiß Wasserbillig | SV 1915 Beggen       |
| 1943/44 | FK 07 Differdingen | FK 07 Differdingen | VfR Luxemburg             | FK Diekirch          |